# Jenna Dewan
Jenna Lee Dewan (født  3. december 1980) er en amerikansk skuespiller, danser og tidligere model. Hun er bedst kendt for sin rolle som Nora i filmen Step Up fra 2006, hvor hun spillede sammen med sin nu tidligere mand Channing Tatum.

## Privat
Jenna Dewan var gift med Channing Tatum. De blev skilt i 2018. Sammen fik de d. 31 maj 2013 en lille pige, som kom til verden i London.